# Csengele
Csengele là một thị trấn thuộc hạt Csongrád, Hungary. Thị trấn này có diện tích 60,66 km², dân số năm 2010 là 2072 người, mật độ 34 người/km².